# Hey Radio
Rádio Hey  je celoplošná komerční rozhlasová stanice, dříve Rádio Sázava, která vysílá 24 hodin denně rockovou hudbu. Stanice není typicky mainstreamová, slyšet je spousta pop-rockové, rockové a těmto žánrům podobné muziky, kterou nehrají žádná jiná česká rádia. Sloganem rádia je „Na nic si nehrajem, prostě hrajem“. 

## Historie
Pravidelné vysílání bylo zahájeno v roce 2011 jako Rádio Sázava a v roce 2016 přejmenováno na Rádio Hey. Tím došlo k obnovení původní stanice Rádio Hey! ale tentokrát nejde o mainstreamovou kopii a v názvu chybí vykřičník, ale stále jde o rockově zaměřenou stanici, která se po změně názvu významně rozšířila. Limitujícím je nedostatek FM kmitočtů.

## Vysílače
| Město                         | Frekvence |
| ----------------------------- | --------- |
| Praha                         | 101,6 MHz |
| Pardubice                     | 88,0 MHz  |
| Znojmo                        | 88,0 MHz  |
| Benešov a střední Čechy       | 89,3 MHz  |
| Zlín                          | 105,8 MHz |
| Velké Meziříčí                | 97,8 MHz  |
| Třebíč                        | 97,6 MHz  |
| Jihlava                       | 98,5 MHz  |
| Česká Lípa                    | 92,7 MHz  |
| Jablonec a Liberec            | 97,5 MHz  |
| Rumburk                       | 102,6 MHz |
| Karlovy Vary                  | 95,1 MHz  |
| Brno                          | 97,6 MHz  |
| Opava                         | 96,0 MHz  |
| Frýdek Místek a Ostrava       | 90,7 MHz  |
| Tábor                         | 99,9 MHz  |
| Český Krumlov                 | 100,0 MHz |
| České Budějovice              | 91,6 MHz  |
| Pelhřimov                     | 88,3 MHz  |
| Ústí nad Orlicí               | 101,3 MHz |
| Děčín                         | 96,7 MHz  |
| Blansko                       | 101,6 MHz |
| Praha                         | 6A DAB+   |
| Benešov a část středních Čech | 7C DAB+   |
| Ostrava                       | 99,5 MHz  |
| Plzeň                         | 87,8 MHz  |
| Jindřichův Hradec             | 103,6 MHz |
| Dačice                        | 92,9 MHz  |